# マルコス・ルイス・ローシャ・アキノ
マルコス・ローシャ（Marcos Rocha）ことマルコス・ルイス・ローシャ・アキノ（ポルトガル語: Marcos Luis Rocha Aquino、1988年12月11日 - ）は、ブラジルのサッカー選手。元ブラジル代表。ポジションはDF。

## クラブ歴
ミナスジェライス州セテ・ラゴアスに生まれ、2005年にベラ・ヴィスタ-MGからアトレチコ・ミネイロの下部組織に入団した。2008年にトップチームに昇格したものの、トップチーム初出場を果たしたのは同年のレンタル移籍であるウベルランディアECでの事であった。
その後、CRBでプロ初出場。2009年1月にアトレチコ・ミネイロに復帰したものの、シェスロンの控えに回る事が多かった。しかしシェスロンが負傷すると同年2月7日のカンピオナート・ミネイロ、ソシアルFC戦で初出場、3-0の勝利となった。
カンピオナート・ブラジレイロ・セリエA初出場は2009年5月16日、ホームで迎えたグレミオFBPA戦で82分にジョニウソンとの交代で達成した。このシーズン、カンピオナート・ブラジレイロ・セリエAでは10試合に出場し8月20日のアヴァイFCから1得点を取って10試合1得点であった。
2010年2月25日にはAAポンチ・プレッタへレンタル移籍。その後アメリカ・ミネイロにレンタル移籍した。
2011年11月30日にはアトレチコ・ミネイロに復帰。レギュラーの座を掴むと2012年からプレミオ・クラッキ・ド・ブラジレイロンにも選出され。コパ・リベルタドーレス2013やレコパ・スダメリカーナ2014にも出場、2014年にはコパ・ド・ブラジルも制した。

## 代表歴
2013年4月24日のチリ代表との親善試合で代表初出場。その後同年9月7日のオーストラリア代表戦にも出場した。

## タイトル

### クラブ
アトレチコ・ミネイロ
- カンピオナート・ミネイロ: 2012, 2013, 2015
- コパ・リベルタドーレス: 2013
- レコパ・スダメリカーナ: 2014
- コパ・ド・ブラジル: 2014

### 個人
- 南米ベストイレブン: 2013
- ボーラ・ジ・プラッタ: 2012, 2014
- プレミオ・クラッキ・ド・ブラジレイロン: 2012, 2013, 2014, 2015